# Sociedad de Mejoras y Ornato de Bogotá
La Sociedad de Mejoras y Ornato de Bogotá es una entidad privada que tiene como fin mejorar el medioambiente urbano de Bogotá. Fue creada en 1917. En la actualidad su sede se encuentra en el Museo del Chicó.

## Servicios

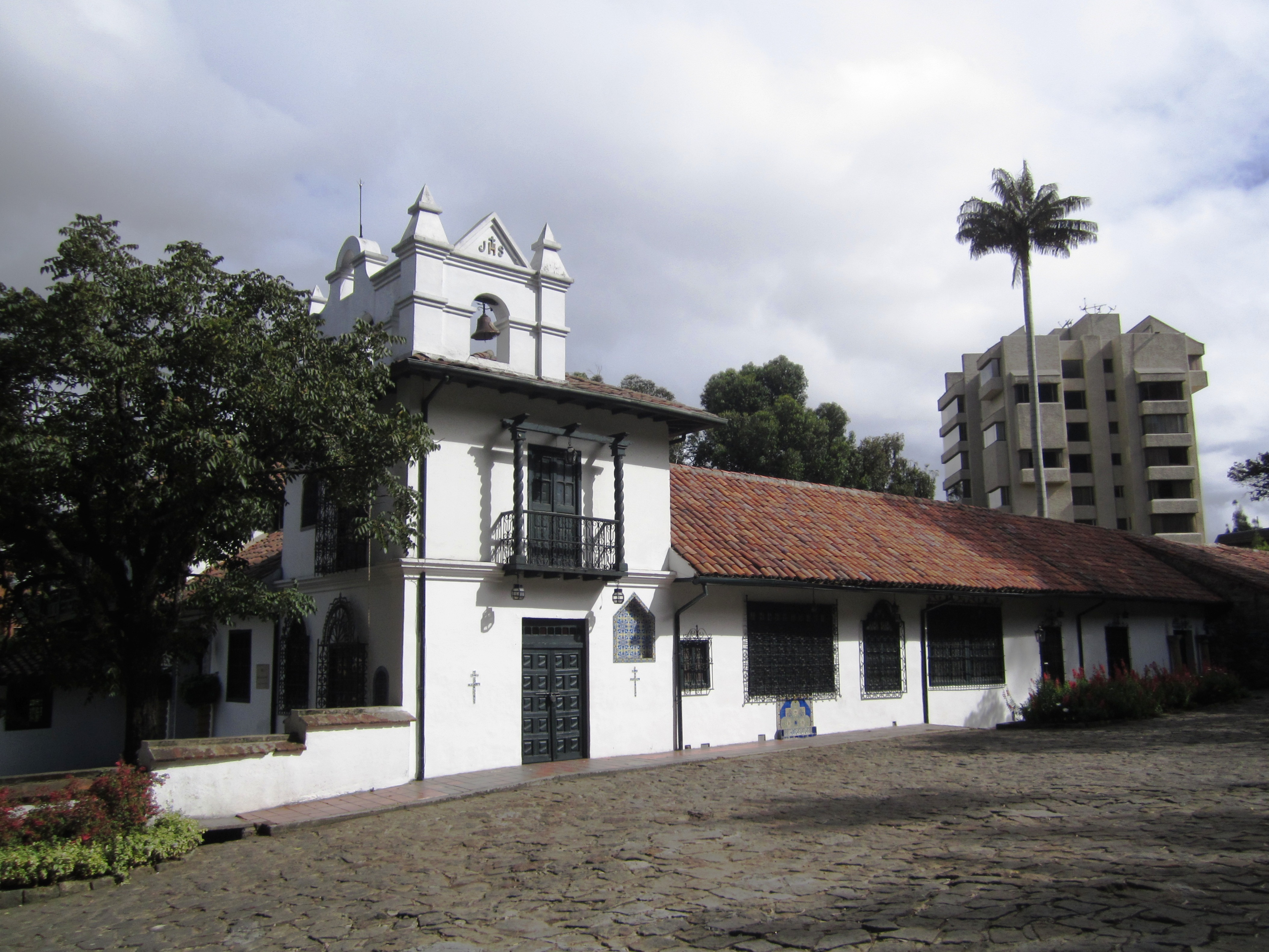
La sede de la Sociedad de Mejoras y Ornato de Bogotá se encuentra en el Museo del Chicó.

La Sociedad de Mejoras y Ornato de Bogotá cuenta con un amplio archivo fotográfico con imágenes históricas de Bogotá. 

### Premio Gonzalo Jiménez de Quesada
Desde 1938 entrega el premio Gonzalo Jiménez de Quesada, llamado así en honor al fundador de Bogotá, a una persona o institución cuyas acciones hayan favorecido a la ciudad o a sus habitantes.
Entre las instituciones galardonadas se encuentran la obra del hotel Tequendama, el Banco de Bogotá, el Museo del Oro, Unicentro, Gloria Zea, la emisora HJCK, Maloka, la Universidad Jorge Tadeo Lozano,el Banco de la República y Corferias,
Algunos de las personas que han recibido el premio son el educador Agustín Nieto Caballero, el expresidente Virgilio Barco, el historiador y político Germán Arciniegas, el expresidente Carlos Lleras Restrepo, el constructor Pedro Gómez Barrero, la teatrera Fanny Mikey, el periodista José Salgar, la política Elvira Cuervo de Jaramillo, el pintor Fernando Botero, el exalcalde de Bogotá Enrique Peñalosa, el ceramista Enrique Gómez Campuzano y el arquitecto Rogelio Salmona.